# NOEL (格闘家)
NOEL（ノエル、2008年5月21日 - ）は、日本の女性総合格闘家。神奈川県出身。DELiGHTWORKS所属。

## 来歴
格闘技好きの親の影響を受けて9歳からムエタイを始める。RENAに憧れて12歳から総合格闘技を始め、アマチュアではほぼ男子選手を相手に、23戦16勝5敗2分 （一本10）の戦績を残す。

### プロデビュー
2024年8月にプロ修斗公式戦「COLORS Produce by SHOOTO Vol.3」で総合格闘家としてプロデビューし、ヒヤマ NFCに判定勝ち。9月に修斗のアトム級インフィニティリーグでパク・ソヨンに敗北し準優勝。10月にJAPAN MARTIAL ARTS EXPOに出場し、QUINTETルールで城戸ユカリに得意技であるマルセロチンで一本勝利。12月に修斗で平田彩音に一本勝利。
2025年5月に開催されたRIZIN男祭りで同年7月に開催される超RIZIN.4 真夏の喧嘩祭りでRIZINに初出場し、須田萌里と対戦することが発表された。

## 戦績

### プロ総合格闘技
| 総合格闘技 戦績 | 総合格闘技 戦績 | 総合格闘技 戦績 | 総合格闘技 戦績 | 総合格闘技 戦績 | 総合格闘技 戦績 | 総合格闘技 戦績 |
| --------------- | --------------- | --------------- | --------------- | --------------- | --------------- | --------------- |
| 4 試合          | (T)KO           | 一本            | 判定            | その他          | 引き分け        | 無効試合        |
| 2 勝            | 0               | 1               | 1               | 0               | 0               | 0               |
| 2 敗            | 0               | 1               | 1               | 0               | 0               | 0               |

| 勝敗 | 対戦相手     | 試合結果                       | 大会名                         | 開催年月日     |
| ×    | 須田萌里     | 2R 3:02 腕ひしぎ十字固め       | 超RIZIN.4 真夏の喧嘩祭り       | 2025年7月27日  |
| ○    | 平田彩音     | 1R 4:55 リアネイキッドチョーク | COLORS Produce by SHOOTO Vol.4 | 2024年12月15日 |
| ×    | パク・ソヨン | 5分2R終了 判定0-3              | PROFESSIONAL SHOOTO 2024 Vol.7 | 2024年9月22日  |
| ○    | ヒヤマNFC    | 1R 4:50 リアネイキッドチョーク | COLORS Produce by SHOOTO Vol.3 | 2024年8月3日   |